# Gallinago stricklandii
La agachadiza fueguina o becacina grande (Gallinago stricklandii) es una especie de ave caradriforme de la familia Scolopacidae que se encuentra en Argentina y Chile.

## Distribución y Hábitat
En verano se encuentra en Tierra del Fuego y el extremo sur de Sudamérica, en la zona costera y las laderas de cerros hasta los 1000 m de altitud. y en las islas alrededor del Cabo de Hornos; en el invierno migra hacia el norte. Se le ha reportado en Valdivia y en las islas Malvinas.
Vive en zonas pantanosas cubiertas de hierba, matorrales arbolados o juncos, a menudo en un mosaico de pantano cubierto de turba, hierba, bambú, liquen y bosque enano, en el área norte de su distribución hasta los 4.200 m s. n. m. En Tierra del Fuego, también vive en áreas abiertas, sin bosque, con pasto y matorrales.

## Descripción
La agachadiza fueguina mide 35 a 36 cm longitud, de los cuales 8 a 10 cm corresponden al pico. El plumaje de sus partes superiores es pardo a castaño con pintas negra y ocre a rufas. Sus partes inferiores son de tonos de color ante a marrón. Sus patas son de color rosado grisáceo.
Su llamado en la noche es  chip-chip-chip y a veces emite un sonido más fuerte char-wu.

## Alimentación
Se alimenta de insectos y lombrices que encuentra entre el lodo con su largo pico. De hábitos crepusculares o francamente nocturnos.

## Reproducción
Anida a la orilla de algún pantano, en diciembre. La hembra pone dos huevos color ante oliváceo con pequeñas manchas castañas, canela y sepia y algunas zonas de color gris claro; de 53 por 37 mm.